# Laccobius colon
Laccobius colon är en skalbaggsart som först beskrevs av Stephens 1829.  Laccobius colon ingår i släktet Laccobius, och familjen palpbaggar. Arten är reproducerande i Sverige.